# ریبینسک
شهر ریبینسک (به روسی: Рыбинск) در کشور روسیه و در اوبلاست یاروسلاول واقع شده‌است.